# 新井啓一郎
新井 啓一郎（あらい けいいちろう、1861年9月19日（文久元年8月15日）- 1924年（大正13年）3月4日）は、日本の篤農家、政治家。衆議院議員。

## 経歴
武蔵国埼玉郡高岩村（のち埼玉県南埼玉郡篠津村大字高岩、現:白岡市）で、大地主・新井庫之助、しん子夫妻の息子として生まれる。青木雪萼、島田重礼などに師事し漢学を修めた。
1882年8月、高岩村戸長に就任し、南埼玉郡所得税調査委員、徴兵参事員などを務めた。1889年、埼玉倶楽部常議員となり、自由民権運動に加わった。1892年2月、第2回衆議院議員総選挙で埼玉県第三区から出馬し、当局から選挙干渉を受けながらも当選。以後、第6回総選挙まで連続して当選し、衆議院議員を連続五期務めた。この間、立憲政友会協議員などを務めた
その後、産業の振興に尽力し、特に米質改良に取組み、各地を視察して産米改良の必要性を説き、埼玉県の産米検査の導入に寄与した。

## 親族
- 三男 新井尭爾 - 鉄道官僚・衆議院議員[6]